# Nokcheon (métro de Séoul)
Nokcheon (hangeul : 녹천 ; hanja : 鹿川) est une station de passage de la ligne 1 du métro de Séoul. Elle est située au 376 Deokneung-ro, dans le quartier Chang4-dong de l'arrondissement Dobong-gu de la ville de Séoul en Corée du Sud.
Ouverte en 1985, la station est desservie par les rames omnibus de la ligne 1.

## Situation sur le réseau

Plan du réseau (2023)

Établie en surface Nokcheon est une station de passage de la ligne 1 du métro de Séoul : elle est située entre la station Wolgye, en direction du terminus ouest Incheon ou du terminus sud Sinchang via la station de bifurcation Guro, et avant la station Chang-dong en direction du terminus nord Yeoncheon,.

## Histoire
La station, Nokcheon, est mise en service le 22 août 1985, sur la ligne 1 du métro de Séoul on y accède alors par le sud,,. Le 15 janvier 1995 est mis en service les bouches et les services situés au nord de la station.

## Services aux voyageurs

### Accès et accueil
L'accès à la station s'effectue soit par le nord, sur la Deongneung-ro, soit par le sud sur la Madeul-ro 5-gil. la station dispose deux bouches au nord numérotées 1 et 2 et deux bouches au sud numérotées 3 et 4. Elles desservent :
Bouche n°1 : Samsung Apartment House, Chang 1-dong Community Center, Chang 1-dong Protection Center, Changil Middle School, Seoul Changil Elementary School, Sinchang Market;
Bouche n°2 : École secondaire Nowon, Lycée de langues étrangères de Séoul, École élémentaire Wolcheon de Séoul, École élémentaire Sangchon, École élémentaire Danghyeon, Complexe Chang-dong Jugong 18, Complexe Chang-dong Jugon 19, Centre communautaire Chang 4-dong ;
Bouche n°3 : Lycée de langues étrangères de Séoul, Lycée technique Eungok, École élémentaire Jungwon de Séoul, Korea Gas Corporation, Complexe Chang-dong Jugong 17, Parc Junggye Deungnamu Geullin ;
Bouche n°4 : Nokcheon Village.

La station en 2023
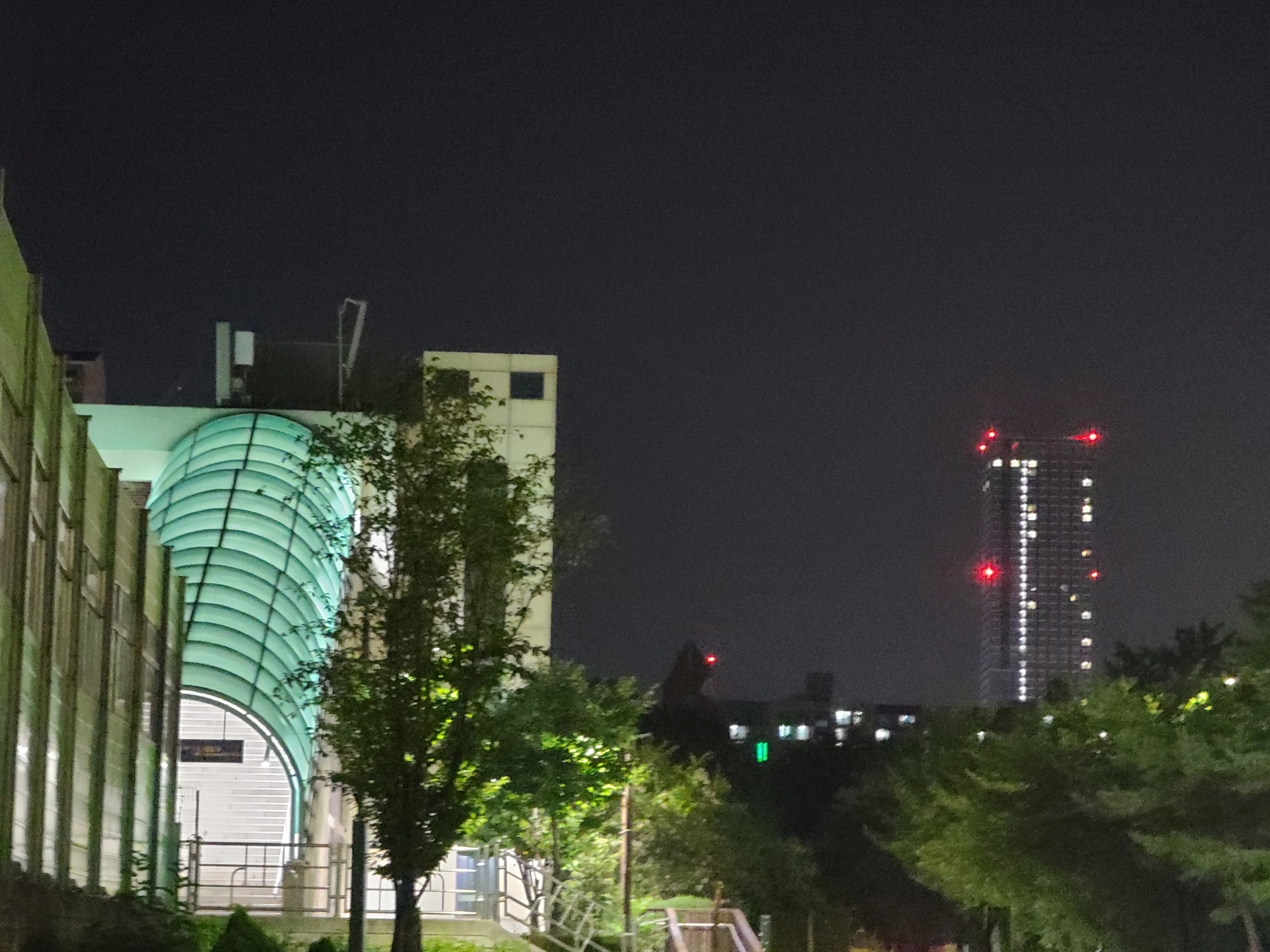
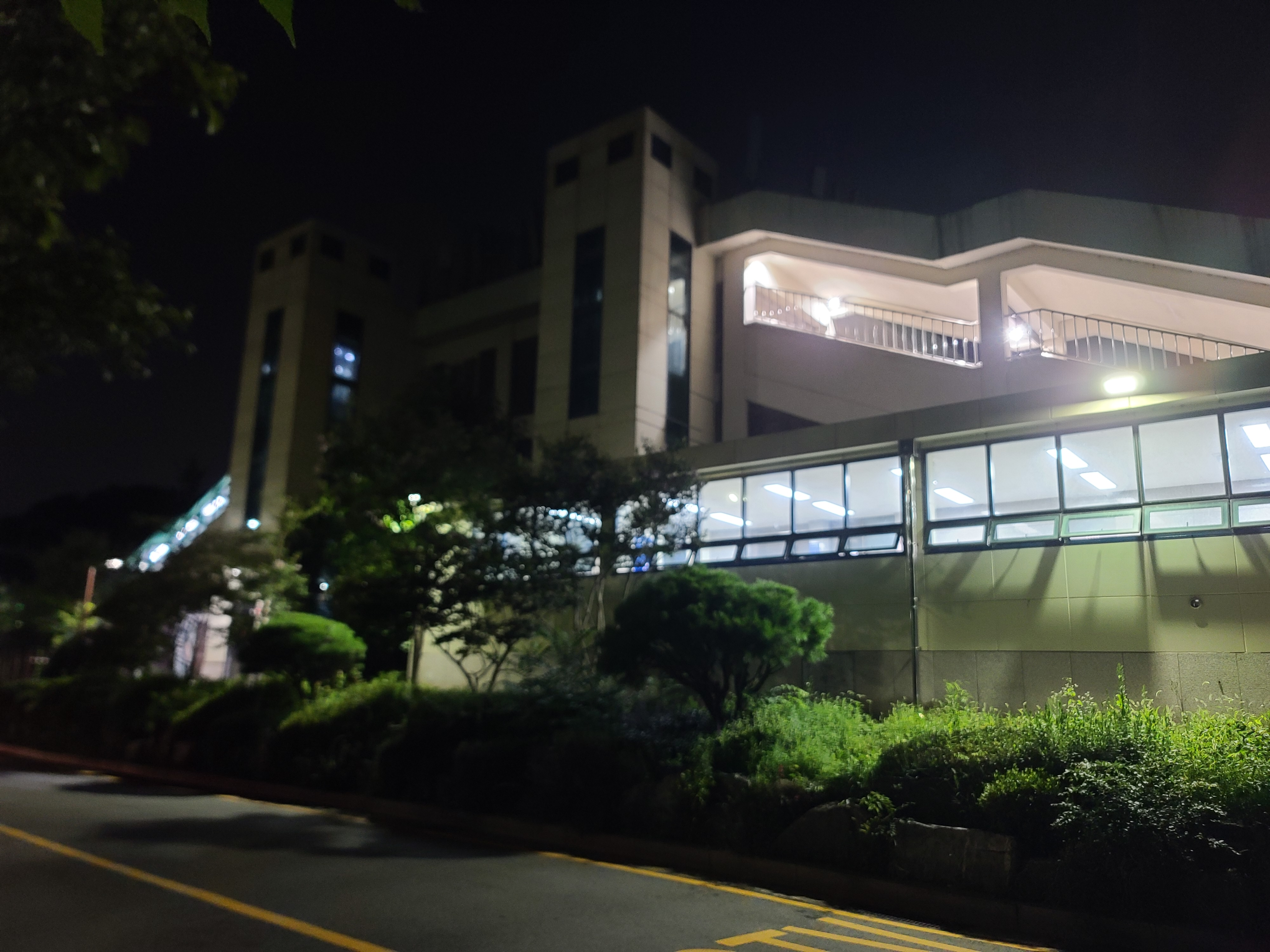

### Desserte
Nokcheon, dispose de deux quais, équipés de portes palières, desservis par les rames du service omnibus.

Installations
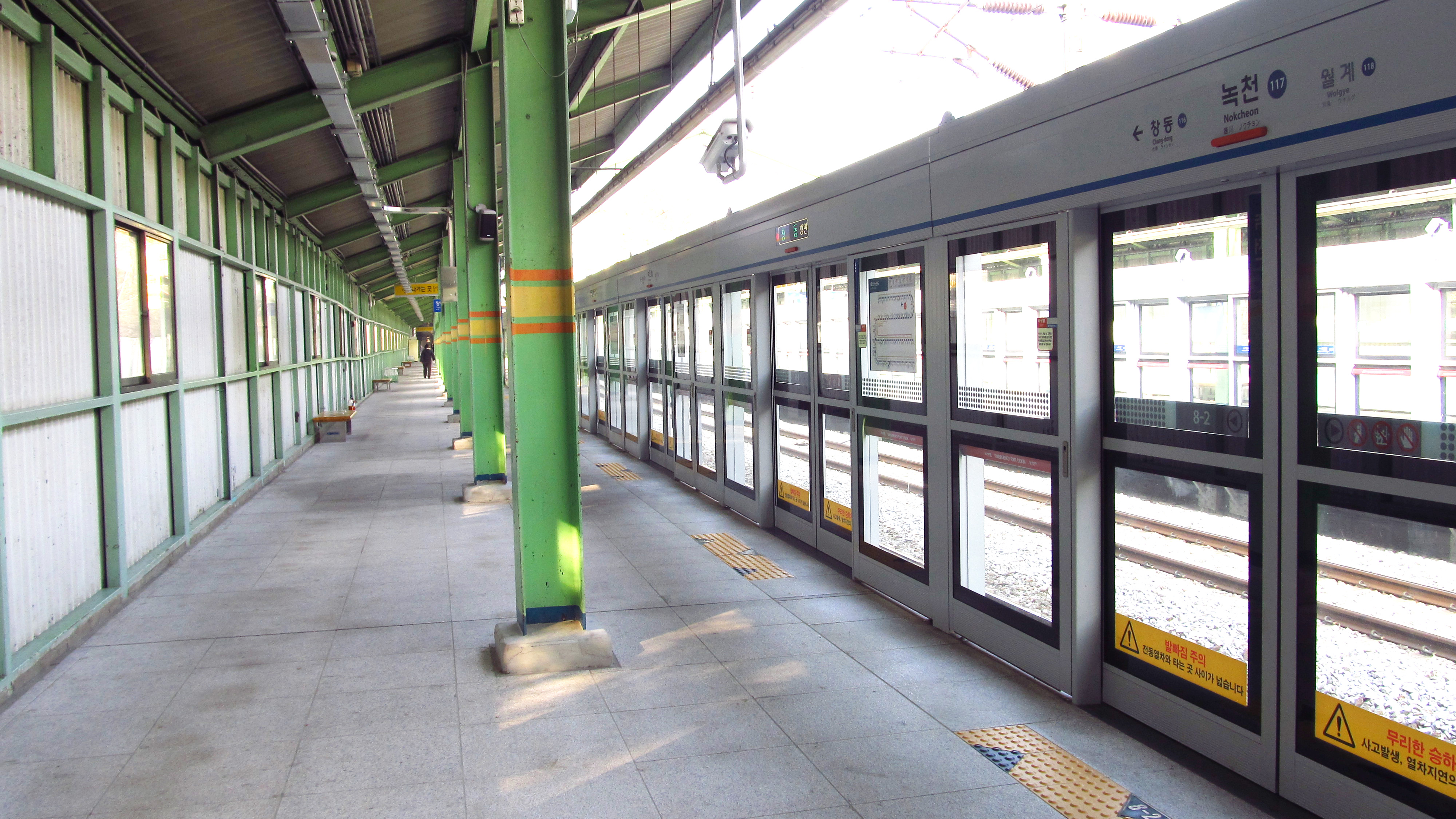
En 2019.
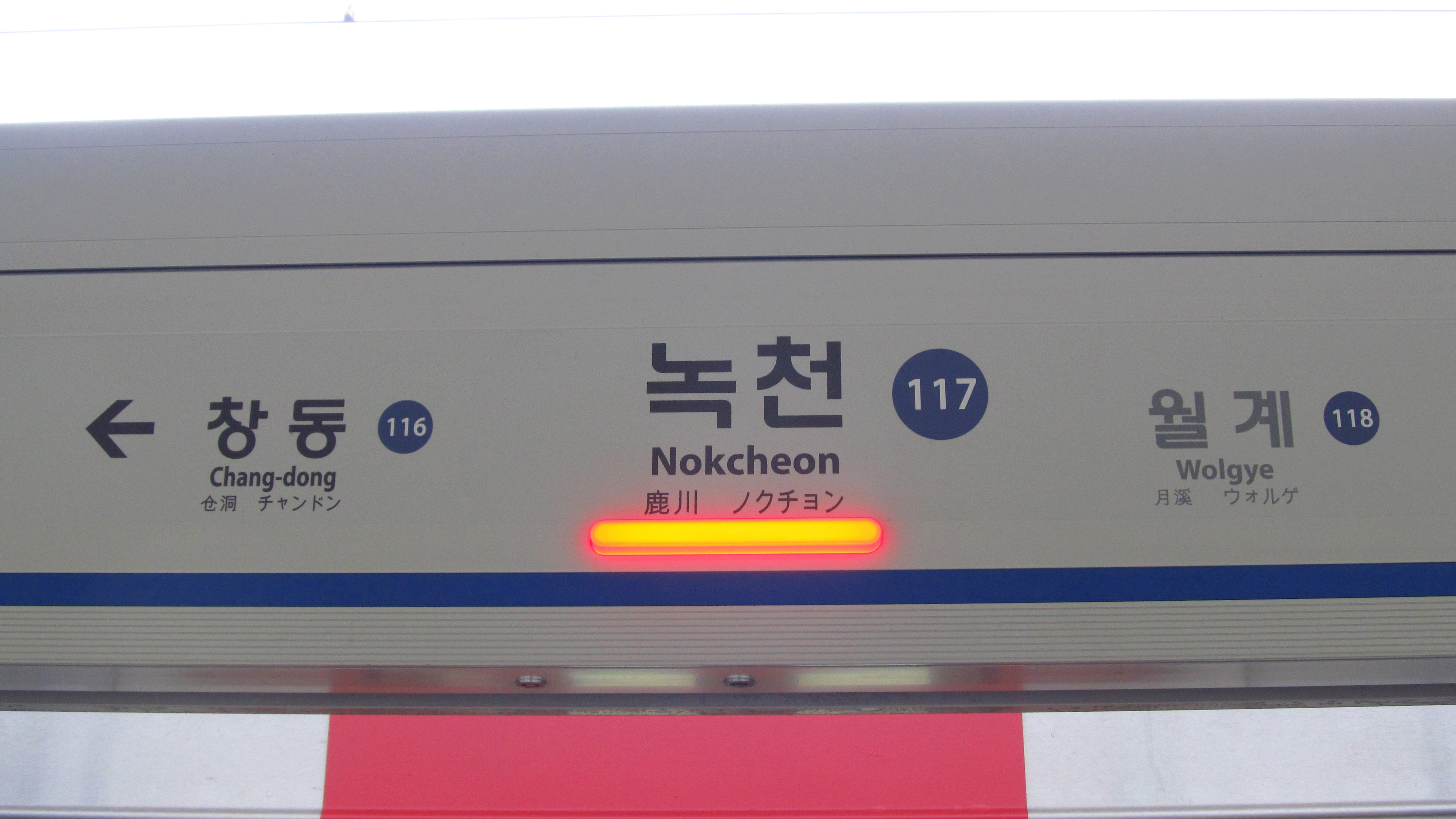
En 2018.
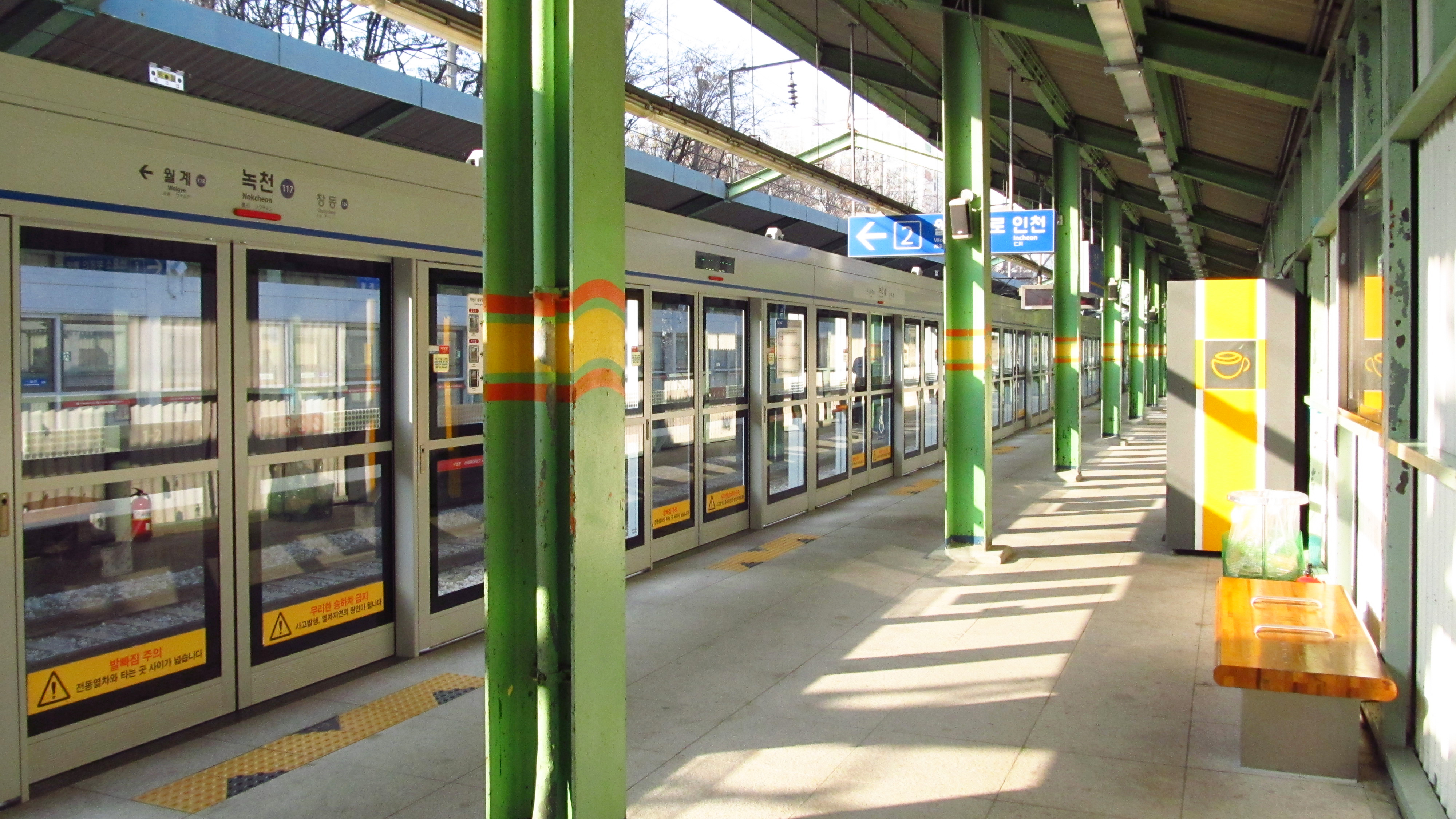
en 2018.

### Intermodalité
Des arrêts de bus sont situés à proximité.